# Магистраль для Европы
Магистраль для Европы (нем. Magistrale für Europa; фр. Magistrale européenne) — проект создания высокоскоростной железнодорожной линии между Парижем и Братиславой, в рамках Трансъевропейских транспортных сетей (англ. Trans-European Transport Networks, TEN-T); в рамках проекта предполагается также ответвление на Будапешт. В 1995 году Европейская комиссия поставила данный проект под № 17 (Париж — Братислава) в своём списке TEN-T. Строительство магистрали ведётся в настоящее время: её планируется завершить к 2020 году. Магистраль свяжет 34 миллиона человек в пяти государствах Европы. Общая протяженность маршрута от Парижа до Будапешта составит 1592 км.

## Секции маршрута
Части маршрута до 2009 года обслуживали поезда Orient Express, которые сегодня прекратили работу. На сегодняшний день железнодорожное сообщение от Парижа до Штутгарта или, самое дальнее, до Мюнхена осуществляется компаниями TGV и City Night Line. Кроме того, Австрийские федеральные железные дороги (ÖBB) в настоящее время предлагают прямые рейсы между Мюнхеном и Будапештом под марками Railjet и EuroNight.

### Франция
Французская часть линии получила название Восточноевропейская высокоскоростная железная дорога (фр. LGV Est Européenne). Первый участок данной секции: до Бодрекура, к востоку от Меца — находится в эксплуатации с 2007 года. Вторая часть: до Венденхайма, около Страсбурга — открылась в июле 2016 года. Новая железнодорожная линия позволяет поездам следовать со скоростью до 320 км/ч и сокращает время в пути от парижского Восточного вокзала до реконструированного вокзала Страсбурга до двух часов.

### Германия
В Германии линия проходит по железнодорожному маршруту Аппенвейер—Страсбург (нем. Europabahn) — от знаменитого Рейнского моста у Келя до Аппенвайера — а затем следует по линии Мангейм—Карлсруэ—Базель (нем. Rheintalbahn) до Брухзаля. Europabahn рассчитан на максимальную скоростью в 200 км/ч, а Rheintalbahn — в 250 км/ч. Вторая часть обновлённого Rheintalbahn должна была открыться в 2014 году. В районе Брухзаля «Магистраль для Европы» проходит по железнодорожному маршруту Мангейм—Штутгарт, который был рассчитан на предельную скорость в 250 км/ч. Центральный вокзал Штутгарта предполагается перестроить как сквозную станцию в ходе проекта «Штутгарт-21», вызывающего критику.
В Штутгарте магистраль проходит по новой железной дороге Штутгарт—Аугсбург (включая высокоскоростные железнодорожные линии Штутгарт—Вендлинген и Вендлинген—Ульм, заменяющие железную дорогу долины Фильс), которая, как ожидается, будет завершена в 2020 году и обеспечит максимальную скорость в 250 км/ч (между Штутгартом и Ульмом) и 200 км/ч (между Ульмом и Аугсбургом). При этом железнодорожная магистраль Мюнхен—Аугсбург модернизируется для отделения более медленных грузовых поездов. Планы по реконструкции главного вокзала Мюнхена, аналогичные штутгартскому проекту, были отменены.
Поезда из Мюнхена далее проходят через Зальцбург с максимальной скоростью в 160 км/ч. В Фрайлассинге магистраль присоединяется к существующей железной дороге Розенхайм—Зальцбург, пересекающей австрийскую границу и включающей новый (третий) путь, обслуживающий сеть пригородных электричек Зальцбурга.

### Австрия
В Австрии линия Западной железной дороги должна быть расширена, чтобы сократить время в пути между Мюнхеном, Зальцбургом, Линцем и Веной до одного часа на каждом участке: фрагмент вблизи Линца уже прошёл модернизацию (октябрь 2012 года), обеспечивающую максимальную скорость движения в 230 км/ч. Между Линцем и Веной строительство новой параллельной высокоскоростной железнодорожной линия (нем. Neue Westbahn, до 250 км/ч) должно было завершиться в 2015 году — включая прокладку тоннеля Wienerwald.
В самой Вене бывший конечный Южный вокзал (нем. Südbahnhof) был снесен и на его месте был построен новый центральный вокзал (нем. Wien Hauptbahnhof). Из австрийской столицы поезда будут следовать по Восточной железной дороге до вокзала Братислава-Петржалка (включая соединение с Международным аэропортом Вены); юго-западное ответвление пройдёт через Дьёр на Будапешт.

## Поддержка проекта
Различные инициативные группы поддерживают «Магистраль для Европы»: в Германии была создана группа под руководством бывшего мэра Карлсруэ Хайнца Фенрича; во Франции существует ассоциация «TGV Est-Européen», которую возглавляет бывший мэр Страсбурга Фабьен Келлер.